# 大件路
大件路是中华人民共和国四川省境内一条用于运输特大件装备产品的大件运输专用公路。它起于四川省德阳市旌阳区，终于四川省乐山市市中区，全长246公里。其北段为108国道（德阳-成都段），成都市区段通过川陕路入城，经过成都市中环路、二环路，南段为318国道（成都市区-新津段），四川省省道103线（新津-乐山段）。随着2016年成都市境内的大件路外绕线的通车，大件货运运输不再经过成都市二环路，改走大件路外绕线，减少了对成都市区交通的影响。大件公路的终点位于乐山市市中区的大件码头，大件物资从大件码头下水后，顺岷江而下到达长江航道。

## 修建历史
20世纪80年代初，三线建设时期落户四川德阳的中国第二重型机械集团、东方电机厂、东方汽轮机厂为解决三峡水电站所需的大件物资运输而修建。初期，根据四川省计经委《关于对大件公路设计任务书的批复》，大件路线路本来设计为经德阳县（今旌阳区）、广汉、新都、成都郊区（大兴、西河镇、华阳镇）、仁寿、井研、乐山五通桥东风码头，路线基本与国道108、213一致。由于资金有限，加上交通部补助新建成都到新津、新津到乐山的公路扩建，所以将方案修改为南段从成都市区经新津、夹江到达乐山。
1984年德阳至成都段56.67公里（北段）开始施工，于1988年10月通车；1987年成都至新津段37.68公里（南段）开始施工，于1989年通车。1989年，新津到乐山段开始陆续改造。

## 改建工程
大件装备运输车队进入成都市区会造成交通拥堵，也会造成经过成都二环路时人行天桥需要升高以供大件车队通行。为了解决大件车队进入成都市区的诸多问题，所以需要修建一条经过成都市新都区、青白江区、龙泉驿区、双流区、新津县的大件路外绕线。2016年8月18日，大件路外绕线正式通车。

## 设计标准
根据《四川省大件公路设计技术指标规定》：

   •路线平曲线一般最小半径150m。
 
　　•路线竖曲线最小半径450m，竖曲线最小长度35m。 
 
　　•路线纵坡不应大于3%。受地形条件或其它特殊情况限制，经技术经济论证合理，最大纵坡可采用4%。 
 
　　•行车最小净空高度9.0m，跨越公路的通讯、电力等管线应另加安全高度。 
 
　　•路面宽度：路线直线段及平曲线半径R≥300m时，路面宽度≥8.0m，行车扫空宽度12.0m；路线平曲线半径300m＞R≥150m时，路面宽度≥10.0m，行车扫空宽度12.0～14.0m。
  
　　•大件公路设计荷载标准为公路-I级；对单体质量不大于290t的货物，采用尼古拉/水工窄系列2纵列车型验算；对单体质量不大于740t的货物，采用水工/天捷宽系列3纵列车型验算；对单体质量不大于1000t的货物采用尼古拉/水工窄系列4纵列车型验算。